# Görres-Gymnasium (Düsseldorf)
Das Görres-Gymnasium ist ein städtisches Gymnasium in der Düsseldorfer Stadtmitte. Die Schule mit humanistischem Profil zählt zu den ältesten im deutschen Sprachraum und befindet sich seit 1906 in einem unter Denkmalschutz stehenden Gebäude an der Königsallee. Seit 1947 trägt sie den Namen „Görres-Gymnasium“ nach dem Hochschullehrer und katholischen Publizisten Joseph Görres (1776–1848).

## Geschichte
Im April 1545 gründete Wilhelm V. (1516–1592), Herzog von Jülich-Kleve-Berg und Anhänger der humanistisch-reformatorischen Bildungsziele, am Düsseldorfer Stiftsplatz ein „seminarium rei publicae“, die „Herzogliche Landesschule“. Er wollte damit die Residenzstadt Düsseldorf durch eine „Gelehrtenschule“ auszeichnen. Maßgeblichen Einfluss auf die Gründung dieser Lateinschule hatte der jülich-bergische Kanzler Johann Ghogreff (* um 1499; † 1554).
Erster Rektor der neuen Landesschule wurde Johannes Monheim (1509–1564), ein Schüler des Humanisten Erasmus von Rotterdam (1465–1536). Das „Gymnasium Dusselopolitanum“ hatte von Anfang an ein anspruchsvolles Leistungsprofil und wurde deshalb auch „gymnasium illustre“ genannt. Dem humanistischen Bildungsauftrag entsprechend bildeten die klassischen Sprachen Latein, Griechisch und Hebräisch die zentralen Unterrichtsfächer. Den mehr als 1000 Schülern – manche Chronisten sprechen sogar von 2000 – standen die 3000 Einwohner der Stadt gegenüber.

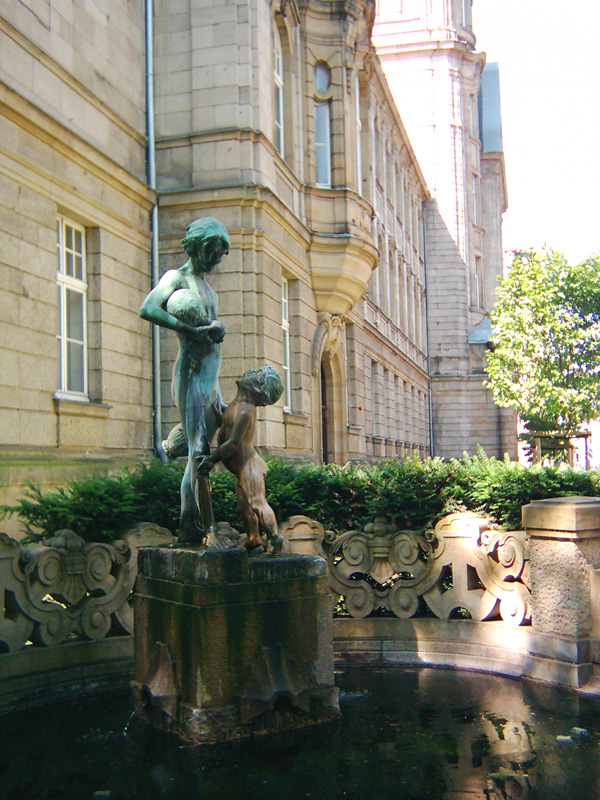
An der Ecke Königsallee/Bastionstraße steht vor dem Görres-Gymnasium der Neckerei-Brunnen des Bildhauers Gregor von Bochmann d. J., 1909 vom Verschönerungsverein der Stadt Düsseldorf geschenkt. Das Schulkollegium des Gymnasiums hatte allerdings moralische Bedenken, die durch einen Lendenschurz behoben wurden.

Da das Gymnasium den reformatorischen Ideen nahestand, kam es zu Differenzen mit den Jesuiten, die die Theologische Fakultät an der Universität Köln bestimmten und auch in Düsseldorf im Sinne der Gegenreformation eine Rekatholisierung betrieben. Erst erheblich später führten diese Bestrebungen unter dem 1614 zum Katholizismus konvertierten Wolfgang Wilhelm von Pfalz-Neuburg (1578–1653) zur Übertragung der Schule am 20. November 1621 auf den Jesuitenorden. Die Schule wurde ein Jesuitenkolleg und bezog 1625 ein neues Schulgebäude bei St. Andreas. Der Unterricht war nach den einheitlichen Schulplänen der Jesuiten gestaltet mit täglich bis zu zwölf Stunden überwiegend kontrolliertem Lernen und Beten. Auf ein achtjähriges Grundstudium („studia inferiora“), ähnlich der heutigen Gymnasialausbildung, folgte ein sechsjähriges Fachstudium („studia superiora“), bestehend aus einem zweijährigen Philosophie- und einem vierjährigen Theologiestudium. Schwerpunkt des Unterrichts war die lateinische Sprache; auch Theateraufführungen fanden in lateinischer Sprache statt. Weitere Fächer waren Philosophie, Mathematik, Rhetorik, Poesie, Grammatik, Geographie, Arithmetik und Heraldik. Das Griechische wurde in Grundzügen vermittelt.
1695 gestattete Johann Wilhelm von der Pfalz (1658–1716), Herzog von Jülich-Berg, genannt „Jan Wellem“, den Franziskanern, neben ihrer 1673 auf der Citadelle gegründeten theologischen Akademie auch eine Laienschule zu eröffnen. In den Räumlichkeiten des Klosters sollte ab Beginn des 19. Jahrhunderts das Gymnasium untergebracht sein.
Nach der Aufhebung des Jesuitenordens 1773 durch päpstliche Bulle veranlasste Karl Philipp Theodor von Pfalz-Sulzbach (1724–1799), als pfälzischer und bayerischer Kurfürst auch Landesherr im Herzogtum Jülich-Berg, anstelle der Schließung des Düsseldorfer Jesuitenkollegs dessen Änderung in ein „Kurfürstliches Gymnasium“. Die ehemaligen Jesuiten stellten weiterhin das Lehrpersonal; statt des Faches Latein wurde nun Deutsch Pflichtfach in allen Klassen. Dritte Fremdsprache wurde die „Hofsprache“ Französisch.

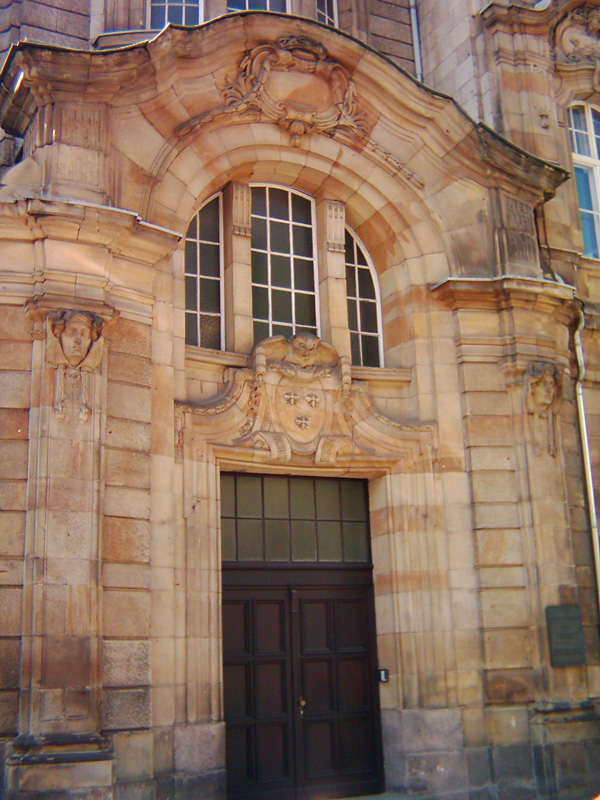
Der Westeingang des Görres-Gymnasiums an der Bastionstraße.

Im Zuge der französischen Besetzung des Rheinlandes wurde das „Kurfürstliche Gymnasium“ 1803 aufgelöst und als „Lyzeum“ fortgeführt. Am 20. November 1805 zog das Lyzeum in Räume des Klosters der Franziskaner an der Citadellstraße.  Die Bezeichnung als Lyzeum behielt die Schule auch nach dem Abzug der Franzosen. Wie im dreigliedrigen französischen Schulsystem gab es nun Primärschulen (Grundschulen), Sekundärschulen (anstelle der Gymnasien und Lateinschulen) und Zentralschulen (Lyzeum und Spezialschulen für die Heranbildung von künftigen Staatsbeamten). Schulgebäude des Lyzeums blieb das ehemalige Franziskanerkloster an der Citadellstraße. Die dortige Laienschule wurde als Pfarrschule unter dem Namen Max-Schule weitergeführt, die Antoniuskirche unter dem Namen Maxkirche als Pfarrkirche eingerichtet. Der Pfarrer und die drei Kapläne der Maxkirche sowie einige Professoren des Lyzeums erhielten Wohnungen im nun leer stehenden Konventsgebäude des Franziskanerklosters. Die Finanzierung des Lyzeums erfolgte über eingezogene Kirchengüter – insbesondere über den ehemaligen Fonds der Jesuiten. Zum Leiter des Lyzeums wurde Aegidius Schallmeyer berufen, bis dahin Professor der Theologie an der Bonner Universität. Das Kollegium des Lyzeums arbeitete im Geiste der Aufklärung und des Neuhumanismus mit dem Ziel der ganzheitlichen Persönlichkeitsbildung. Der Lehrplan sah die Förderung der deutschen Sprache vor. Französisch wurde wie Latein und Griechisch ab der ersten Klasse gelehrt. Vorkenntnisse im Lateinischen waren, anders als in den Vorjahren, nicht mehr erforderlich, so dass die Einrichtung von Vorklassen entfiel. Das Fach Religion wurde reduziert. Angeboten wurden nunmehr Fächer wie Medizin, Rechtskunde und Botanik. „Für die praktische Anweisung zur Erziehung der Pflanzen und Bäume“ wurde der Hofgärtner Maximilian Friedrich Weyhe gewonnen. Auf dem Unterrichtsplan standen ferner Astronomie, Chemie, Zeichnen, Mineralogie und Architektur. Später hielten auch Fächer wie Naturgeschichte und Astronomie Einzug, wobei ein Schwerpunkt unverändert auf Latein und Griechisch lag.

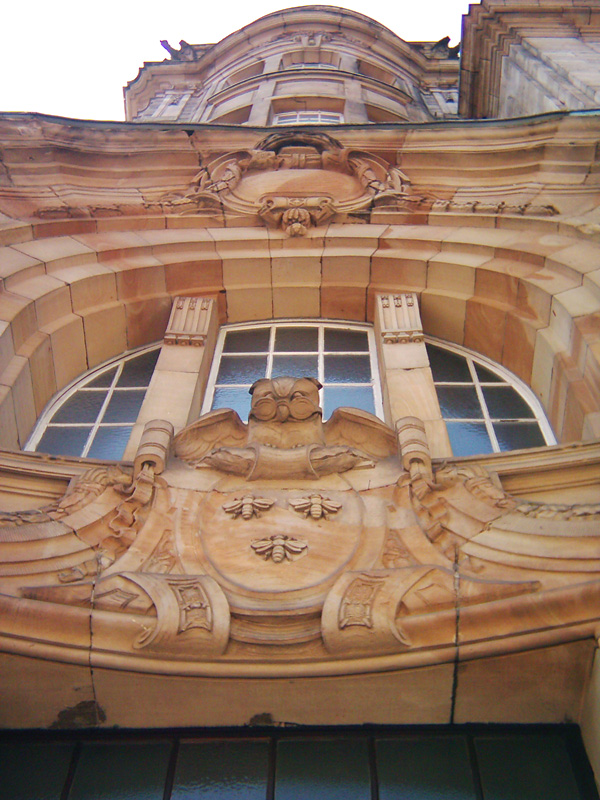
Gestaltungselemente über dem Westeingang des Görres-Gymnasiums an der Bastionstraße. Das Symbol der Weisheit (die Eule) wacht über dem Wappen des Symbols des Fleißes (den Bienen).

Einer der berühmtesten Schüler des Lyzeums war Heinrich Heine (1797–1856), der die Schule von 1807 bis 1814 besuchte und vor der Reifeprüfung auf eine Handelsschule wechselte.
Nach der Eingliederung Düsseldorfs und des Großherzogtums Berg in das Königreich Preußen infolge des Wiener Kongresses wurde das Lyzeum 1814 unter Direktor Karl Wilhelm Kortüm durch die preußische Schulbehörde in das „Königliche Katholische Gymnasium“ umgewandelt. Als Schulgebäude diente weiterhin die ehemalige Franziskaner-Schule. Die 14 Lehrer am neuen Königlichen Katholischen Gymnasium führten den Titel Professor und waren für die Unterrichtung von 140 Gymnasiasten (Jungen) zuständig. Der Lehrplan umfasste 15 Fächer: Griechische Literatur, Philosophie, Mathematik und Physik, Geschichte, Latein und Griechisch, Deutsche Sprache und Literatur, Französisch, Zeichnen, katholische Religion, Musik und Römische Literatur. Ein Lehrer hatte wöchentlich 20 Unterrichtsstunden zu leisten.
1831 zog die Schule, die nunmehr „Königlich Preußisches Gymnasium“ – wohl korrekter: „Königliches Gymnasium Düsseldorf“ – hieß, in ein ab 1824 neu gebautes Schulgebäude („der alte Kasten“) an der Alleestraße, heute Heinrich-Heine-Allee. Dort, gegenüber dem Hotel Breidenbacher Hof, steht heute ein Kaufhaus. Nach einer erneuten Umbenennung in „Königliches Hohenzollern-Gymnasium“ erfolgte am 30. Juni 1906 der Umzug aus dem alten Schulgebäude in das von Johannes Radke (1853–1938) entworfene Gebäude an der Bastionstraße zwischen Königsallee und Breite Straße, in dem die Schule sich seit über 110 Jahren befindet.

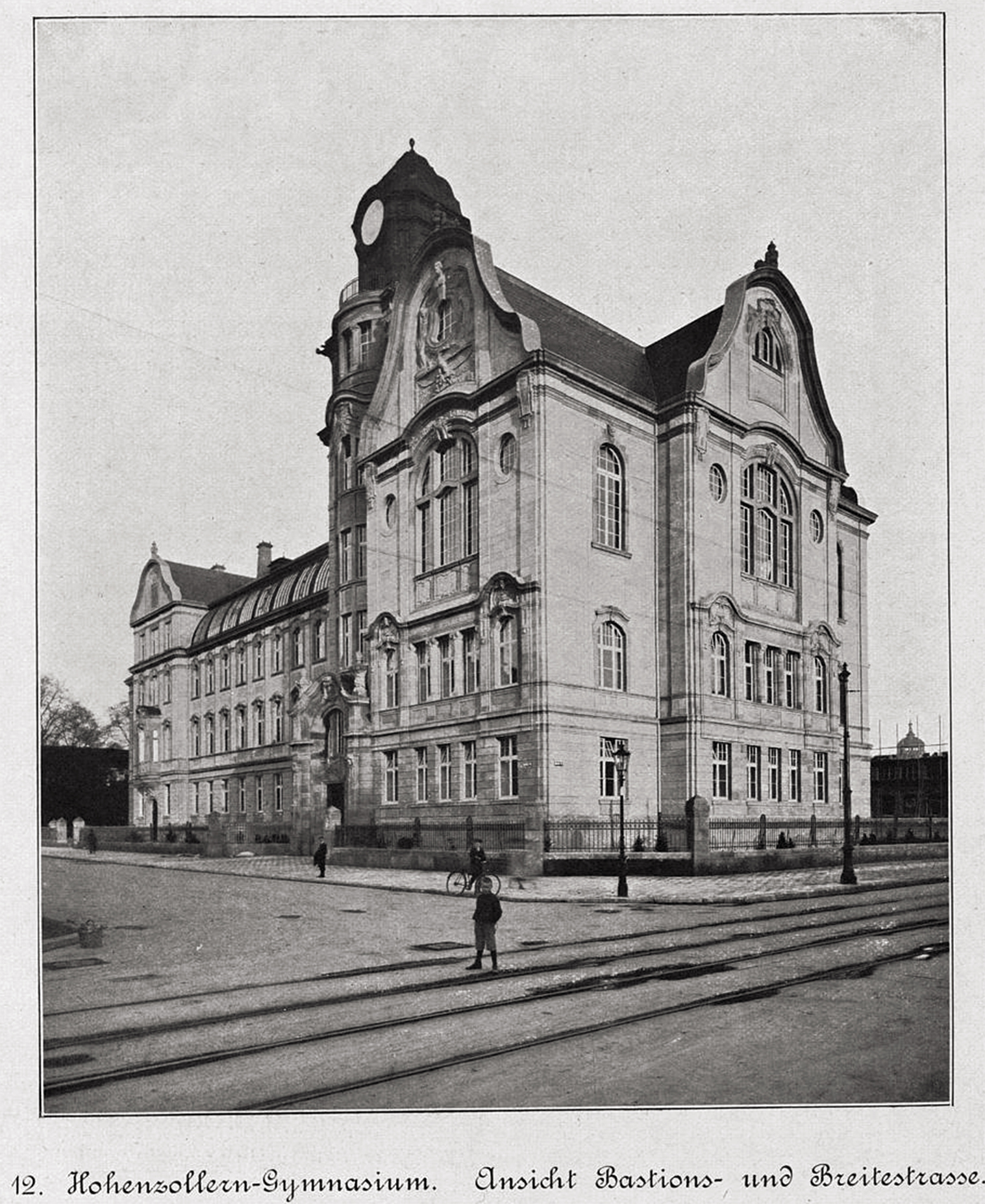
Hohenzollern-Gymnasium, Ansicht Bastionsstraße, Ecke Breite Straße, Foto von 1907

Nach dem Ende der Herrschaft der Hohenzollern wurde die Schule in „Staatliches Hohenzollern-Gymnasium“ umbenannt. Während der nationalsozialistischen Herrschaft musste das Gymnasium in „Staatliches von-Reichenau-Gymnasium“ umbenannt werden, um einer Umbenennung in „Staatliches Adolf-Hitler-Gymnasium“ auszuweichen. Im Zweiten Weltkrieg wurde das Gebäude schwer beschädigt und nach dem Krieg nicht vollständig wieder aufgebaut. Nachdem zunächst der Name „Staatliches Hohenzollern-Gymnasium“ wieder angenommen wurde, erhielt die Schule 1947 den neuen Namen „Görres-Gymnasium“ nach dem Hochschullehrer und katholischen Publizisten Joseph Görres (1776–1848).
1969 wurde ein neues Klassenraum-Gebäude mit Dachgarten an der Königsallee fertiggestellt. An der Breitestraße entstand ein Gebäude mit großem Musiksaal und Gymnastikraum. In den 1980er Jahren wurde unterhalb dieser Räume das Schulbüdchen eingerichtet. Beide Gebäudeteile sind inzwischen abgerissen worden, da Teile des Schulgeländes wegen eines Hotelbaus auf der Königsallee verkauft wurden. Seit 1973 dürfen neben Jungen auch Mädchen die Schule besuchen. Latein blieb trotz der Enttypisierung 1975 bis heute erste Fremdsprache. Neben Französisch und Informatik wird im Differenzierungsbereich der Klasse 9 auch Altgriechisch angeboten. Seit 2001 wird neben Latein auch Englisch ab der 5. Klasse unterrichtet.
In der Zeit von 2003 bis 2006 wurde der Altbau aufwändig renoviert. Der im Krieg zerstörte Turm wurde ebenso wie der Dachgiebel wieder in seine alte Form gebracht.

## Bibliothek
Im Turm befindet sich heute die große Lehrerbibliothek mit über 20.000 Büchern und einem bedeutenden Altbestand, darunter auch die Bibliotheca Vossiana, die Bibliothek und der Nachlass des Altphilologen Abraham Voß mit Manuskripten seines Vaters, des Dichters und Übersetzers Johann Heinrich Voß.

## Ehemaligenverein
Das Görres-Gymnasium pflegt mit einem Ehemaligenverein Kontakte zu den Abiturienten aller Jahrgänge.
Jedes Jahr werden alle ehemaligen Abiturienten zur Abiturverleihung und dem abendlichen Treffen in der Schule (früher im Malkasten) eingeladen.

## Bekannte Lehrer und Schüler
- Alexander Alvaro (* 1975), Politiker (FDP) (Abitur 1994)
- Martin Ammermann (* 1975), Fernsehmoderator (NBC Giga, center.tv u. a.) (Abitur 1994)
- Gottfried Arnold (1933–2015), Jurist und Politiker (CDU) (Abitur 1953)
- Meinulf Barbers (* 1937), Pädagoge, Förderer des christlichen Verbandswesens (Abitur 1956)
- Heinz Bellen (1927–2002), Althistoriker (Abitur 1947)
- Johann Friedrich Benzenberg (1777–1846), Physiker, Geodät, Publizist, 1805 Ernennung durch den Kurfürsten von Bayern zum Professor für Physik und Astronomie am Lyzeum
- Wilhelm Böhler (1891–1958), römisch-katholischer Prälat und Kirchenpolitiker (Abitur 1911)
- Martin Boos (1762–1825), römisch-katholischer Priester, Professor für Religion am Lyzeum, Lehrer (1817–1819)
- Heinrich Bone (1813–1893), Philologe und Pädagoge, Lehrer (nach 1835–1838)
- Jan Bonny (* 1979), Filmregisseur und Drehbuchautor (Abitur 1998)
- Friedrich August Burgmüller (1760–1824), Pianist, Kapellmeister, Dirigent, erster städtischer Musikdirektor in Düsseldorf, Mitbegründer der Niederrheinischen Musikfeste, Lehrer (nach 1807)
- Alexander Coppel (1865–1942), Jurist und Unternehmer, Opfer des Nationalsozialismus (Abitur 1886)
- Franz Cramer (1860–1923), Altphilologe, Direktor 1908–1911
- Klaus Dinger (1946–2008), Musiker, Mitglied bei Kraftwerk, Neu! und La Düsseldorf
- Josef Dohr (1904–1972), Landesvorsitzender der FDP
- Kajetan (Johannes) Eßer OFM (1913–1978), Franziskaner, römisch-katholischer Kirchenhistoriker, Franziskusforscher
- Franz Fauth (1841–1905), Theologe, Oberlehrer 1874–1879
- Bernhard Fluck (1935–2013), Oberstudiendirektor a. D., Lehrer (1964–1972)
- Calle Fuhr (* 1994), Theaterregisseur und -autor
- Hans Wilhelm Gäb (1936–2025), Vorstands- und Aufsichtsratsmitglied von Unternehmen der Automobilindustrie, Tischtennis-Nationalspieler (Abitur 1956)
- Stefanie Gräfe (* 1979), Chemikerin, Professorin für Theoretische Chemie in Jena (Abitur 1998)
- Philip Gröning (* 1959), Filmemacher, Träger des Europäischen Filmpreises (Abitur 1978)
- Theodor von Guérard (1863–1943), Jurist, bekleidete nach diversen Funktionen in der Verwaltung unter anderem in den letzten Jahren der Weimarer Republik die Ämter des Reichsverkehrsministers, des Reichsjustizministers sowie des Reichsministers für die besetzten Gebiete
- Marcus Haefs (* 1969), Musiker und Stadion-DJ bei Fortuna Düsseldorf, bekannt als „Øpa Haefs“ (Abitur 1990)
- Heinrich Heine (1797–1856), Dichter (1807–1814)
- Manfred Hermanns (* 1936), Sozialwissenschaftler (Abitur 1956)
- Hermann Heye (1865–1941), Industrieller
- Rudolf Kamp (* 1946), Philosoph und Aphoristiker (Abitur 1966)
- Rudolf Klein-Diepold (1871–1925), Kunst- und Literaturkritiker
- Hans Kloft (* 1939), Althistoriker (Abitur 1959)
- Michael Knoche (* 1951), Germanist und Bibliothekar (Abitur 1970)
- Johann Wilhelm Kuithan (1760–1831), preußischer Schulreformer, ab 1805 Professor für Latein und Griechisch am Lyzeum
- Theodor Joseph Lacomblet (1789–1866), Historiker und Leiter des preußischen Provinzialarchivs in Düsseldorf, des heutigen Hauptstaatsarchivs (Schüler nach 1798–ca. 1806)
- Max Liedtke (* 1931 in Düsseldorf), emeritierter Professor und Lehrstuhlinhaber für Pädagogik an der Universität Erlangen-Nürnberg
- Gesine Manuwald (* 1974), Altphilologin (Abitur 1993)
- Arthur Moeller van den Bruck (1876–1925), deutscher Kulturhistoriker, Staatstheoretiker und völkisch-nationalistischer Publizist (verließ 1895 als Obersekundaner die Schule)
- Hans Mosler (1879–1970), Lehrer und Historiker, ab 1904 Oberlehrer am Hohenzollern-Gymnasium, von 1908 bis 1949 Direktor des Comenius-Gymnasiums
- Johann von Münster (1560–1632), reformierter Staatsmann
- Wolfgang Neuhausen alias „Nemo“ (* 1949), darstellender Künstler
- Theodor Niemeyer (1857–1939), Rechtswissenschaftler, Rektor der Universität Kiel
- Wolfgang Niersbach (* 1950), ehemaliger Präsident des Deutschen Fußball-Bundes (DFB)
- Felix Otto (* 1983), Ruderweltmeister (Abitur 2004)
- Julius Plücker (1801–1868), Professor für Mathematik und Physik, Begründer der Liniengeometrie, Entdecker der Kathodenstrahlen, 1835–1868 Ordinarius an der Universität Bonn, 1866 Copley-Medaille der Royal Society (Reifeprüfung 1819)
- Georg Quander (* 1950), Opern- und Filmregisseur, Musikjournalist, Autor, ehemaliger Intendant der Deutschen Staatsoper Berlin, Kulturmanager und seit 2005 Kulturdezernent der Stadt Köln (Abitur 1970)
- Walter von Reichenau (1884–1942), Generalfeldmarschall (Abitur 1903)
- Rüdiger Rogge (* 1936), Richter, Vorsitzender Richter a. D. des X. Senats (insbes. Patentsachen) am Bundesgerichtshof (Abitur 1956)
- Otto Rust (1861–1942), erster Kölner Generalstaatsanwalt
- Hubert Schiffer (1915–1982), Jesuitenpriester, Missionar und Hiroshima-Überlebender
- Georg Schöllgen (* 1951), römisch-katholischer Theologe und Kirchenhistoriker, Hochschullehrer in Bonn und Aachen (Abitur 1970)
- Werner Schöllgen (1893–1985), Prof. für Moraltheologie an der Universität Bonn
- Wolfgang Schulhoff (1939–2014), Politiker und Bundestagsabgeordneter (CDU) (Abitur 1959)
- Christian Carl Theodor Ludwig Sethe (1798–1857), Jurist und Staatsbeamter, zuletzt Geheimer Finanzrat und Provinzial-Steuer-Direktor in Stettin, Schulfreund Heinrich Heines (Schüler nach 1807)
- Carl Sonnenschein (1876–1929), katholischer Priester (Schüler nach 1885)
- Joachim Starbatty (* 1940), Ökonom (Abitur 1960)
- Udo Steinbach (1943–2025), Islamwissenschaftler und von 1976 bis 2007 Leiter des Deutschen Orient-Institutes (Abitur 1963)
- Erich Vad (* 1957), Brigadegeneral a. D., Gruppenleiter im Bundeskanzleramt i. R.
- Johannes Maria Verweyen (1883–1945), Philosoph und Theosoph, NS-Opfer (Abitur 1902)
- Michael Vesper (* 1952), Sportfunktionär und ehemaliger Politiker (Bündnis 90/Die Grünen), von 1995 bis 2005 Bauminister und Stellvertreter des Ministerpräsidenten des Landes Nordrhein-Westfalen (Abitur 1970)
- Stefan Vesper (* 1956), Generalsekretär des Zentralkomitees der deutschen Katholiken (ZdK)
- Walter von Wecus (1893–1977), Maler, Grafiker, Architekt, Bühnenbildner und Hochschullehrer
- Rudolf Weynand (1875–1952), Altphilologe, Archäologe, Heimatforscher (Lehrer 1903–1912)
- Josef Wintergerst (1783–1867), Zeichnenlehrer am Königlichen Gymnasium
- Franz Wüllner (1798–1842), ab 1832 Direktor des Königlichen Gymnasiums[7]